# Katastrofa izraelskiego CH-53 w Rumunii
Katastrofa izraelskiego śmigłowca CH-53 w Rumunii − katastrofa izraelskiego śmigłowca wojskowego CH-53E do której doszło 26 lipca 2010 roku w pobliżu miejscowości Zărnești w Karpatach w Rumunii.
Katastrofa miała miejsce podczas 11-dniowych ćwiczeń lotniczych o kryptonimie Blue Sky 2010. W jej wyniku zginęło sześciu żołnierzy izraelskich i jeden rumuński.

## Katastrofa
Według zapewnień szefa sztabu wojsk lotniczych Izraela Nirmoda Shefera śmigłowiec był w doskonałym stanie technicznym przed wylotem z bazy. Znajdował się na niewielkiej wysokości, gdy załoga straciła łączność około godz. 16.00. Zła pogoda utrudniła ekipie ratunkowej szybkie dotarcie na miejsce zdarzenia. W wyniku wypadku zginęli:
- ppłk Awner Goldman z Mewo Modi’im, 48 lat
- ppłk Daniel Shipenbauer z Kidron, 43 lata
- mjr Jachel Keshet z Chacerim, 33 lata
- mjr Lior Szaj z Tel Nof, 28 lat
- por. Nir Lakrif z Tel Nof, 25 lat
- sierż. Oren Kohen z Rechowot, 24 lata
- kpt. Stefan Claudiu Dragnea, 31 lat

Ciała tragicznie zmarłych żołnierzy zostały przywiezione do bazy w Tel Nof w Izraelu 30 lipca 2010.
Rumuńska katastrofa CH-53E Super Stallion wpisała się w serię nieszczęśliwych wypadków tej maszyny w służbie Izraelskich Sił Zbrojnych.

## Izraelskie śledztwo
Władze izraelskie następnego dnia po tragedii wysłały do Rumunii ekipę ratunkowo-dochodzeniową składającą się z 80 żołnierzy i specjalistów Izraelskich Sił Zbrojnych. Za identyfikację ciał odpowiedzialne były ekipy izraelskich biegłych sądowych. Również one zajęły się kompletowaniem szczątków śmigłowca.

## Odbiór w części opinii publicznej w Polsce
Katastrofa ta i śledztwo po niej stały się bardziej znane w Polsce ze względu na różnice w procedurach dotyczących śledztwa, możliwości jego prowadzenia przez państwo macierzyste statku powietrznego ulegającego katastrofie na terenie innego państwa. Pojawiały się porównania dotyczące tego śledztwa i śledztwa po katastrofie smoleńskiej (m.in. przez Stefana Hamburę).